# Jinzhong
För andra betydelser, se Jinzhong (olika betydelser).
Jinzhong är en stad på prefekturnivå i Shanxi-provinsen i norra Kina. Den ligger omkring 40 kilometer syd och sydöst om provinshuvudstaden Taiyuan och gränsar till denna i nordväst.

## Administrativ indelning
Jinzhong är indelat i ett stadsdistrikt, som utgör själva stadskärnan, en stad på häradsnivå och nio härad:
- Stadsdistriktet Yuci - 榆次区 Yúcì qū ;
- Staden Jiexiu - 介休市 Jièxiū shì ;
- Häradet Yushe - 榆社县 Yúshè xiàn ;
- Häradet Zuoquan - 左权县 Zuǒquán xiàn ;
- Häradet Heshun - 和顺县 Héshùn xiàn ;
- Häradet Xiyang - 昔阳县 Xīyáng xiàn ;
- Häradet Shouyang - 寿阳县 Shòuyáng xiàn ;
- Häradet Taigu - 太谷县 Tàigǔ xiàn ;
- Häradet Qi - 祁县 Qí xiàn ;
- Häradet Pingyao - 平遥县 Píngyáo xiàn ;
- Häradet Lingshi - 灵石县 Língshí xiàn.